# Kobushi Factory
Kobushi Factory (こぶしファクトリー) est un groupe d'idoles japonaises formé en janvier 2015 et dissous en mars 2020, dans le cadre du Hello! Project, par son fondateur Tsunku♂.
Le groupe était à l'origine composé de huit membres issus du Hello! Pro Kenshūsei et/ou du Nice Girl Project avant de voir sa formation se réduire à cinq chanteuses.

## Histoire
Après la création du groupe Juice=Juice deux ans auparavant, la création d'un nouveau groupe d'idoles est annoncée au cours de la tournée hivernale Hello! Project 2015 Winter en janvier 2015, le groupe devant regrouper des membres du Hello! Pro Kenshūsei. Peu de temps après, le nom "Kobushi Factory" est révélé en février 2015.
Les jeunes idoles font leurs débuts avec un premier DVD single Nen ni wa Nen / Survivor qui sortira en mars suivant, comportant des chansons tirées de la comédie musicale Week End Survivor dans laquelle jouent les membres du groupe. La pièce de théâtre est interprétée du 26 mars au 5 avril 2015 au Big Three Theater à Tokyo.
Saki Shimizu du groupe affilié Berryz Kōbō, travaille avec le groupe en tant que « Conseillère du Hello! Project ». Son rôle est d’assurer le lien entre le staff et les membres.
Dans la foulée, un autre groupe du même concept, Tsubaki Factory, également composé de membres issus Hello! Pro Kenshūsei, fait ses débuts en avril 2015.
La couleur de chaque membre est annoncée en juin 2015. Le groupe annonce en juillet 2015 sortir son premier CD single intitulé Dosukoi! Kenkyo ni Daitan / Ramen Daisuki Koizumi-san no Uta / Nen ni wa Nen (Nen’iri Ver.) pour le 2 septembre 2015 suivant, qui est son premier single majeur.
Après d'autres sorties de singles l'année suivante, le groupe  réalise son premier album studio Kobushi Sono Ichi qui est en vente en novembre 2016.
Rio Fujii et Rena Ogawa sortent en duo leur vidéo Greeting ~Fujii Rio Ogawa Rena~ en blu-ray en janvier 2017.
En mai 2017, Rio Fujii annonce son futur départ du groupe à la fin de la tournée de concerts estivale 2017 du Hello! Project, le 2 septembre suivant,. Mais le 6 juillet, est annoncée la rupture de son contrat (après une violation de ce dernier) et son départ du groupe et du H!P ce jour-là, deux mois avant la date prévue.
Est sorti entretemps le quatrième single Shalala! Yareru Hazu sa / Eejanaika Ninjanai ka en juin, qui est le dernier interprété par la formation originale et entière de Kobushi Factory.
Rena Ogawa quitte également Kobushi Factory et le Hello! Project le 6 septembre 2017 car elle souffre d’anxiété depuis plusieurs mois. Elle avait été mise au repos en juillet précédent pour le même motif, malheureusement, son état ne s'étant pas amélioré après un traitement et des consultations, elle a décidé de quitter le groupe et l'industrie du divertissement.
Trois mois après, c'est au tour de Natsumi Taguchi de quitter le groupe et le H!P, le 6 décembre 2017. L'annonce vient d'Up-Front Works qui mentionne que le contrat entre Taguchi et Hello! Project a été résilié de manière immédiate, en raison du mauvais comportement de Taguchi[réf. souhaitée] : ils mentionnent comment ils ont essayé de remédier à son comportement en discutant avec elle et avec ses parents au cours des derniers mois ; cependant, elle a montré un manque de conscience et une incapacité de prendre ses propres responsabilités. Il s'agit là du 3e départ consécutif au cours de l'année 2017 chez Kobushi Factory, qui voit son effectif diminué de cinq membres.
Le groupe est dissous le 30 mars 2020 à l'issue d'un concert à l'issue du concert  Kobushi Factory Live 2020〜The Final Ring!〜 au Tokyo Dome City Hall. En raison de la pandémie de coronavirus（SARS-CoV-2), le concert se déroule sans spectateurs dans la salle, mais est diffusé en direct sur la chaine CS Asahi TV Channel 1.

## Origine du nom
« Kobushi » signifie « magnolia » en japonais. Ceci fait référence à l'élégance du magnolia de Kobé et à la force du poing levé.
Le mot « Factory » (signifiant « usine », également utilisé dans le nom de leur groupe de sœur Tsubaki Factory, est nommé pour référencer le nom du groupe de départ Berryz Kōbō (« Kōbō » signifiant « atelier »), de sorte que le groupe porte sur l'esprit de ce groupe.

## Membres
| Prénom et nom   | Kanji           | Date de naissance | Âge             | Couleur         | Notes                                                                                              |
| Membres actuels | Membres actuels | Membres actuels   | Membres actuels | Membres actuels | |
| --------------- | --------------- | ----------------- | --------------- | --------------- | -------------------------------------------------------------------------------------------------- |
| Ayaka Hirose    | 広瀬彩海        | 4 août 1999       | 25 ans          | Turquoise       | Leader; Graduée le 30 mars 2020                                                                    |
| Minami Nomura   | 野村みな美      | 10 février 2000   | 25 ans          | Bleu            | Graduée le 30 mars 2020                                                                            |
| Ayano Hamaura   | 浜浦彩乃        | 26 avril 2000     | 25 ans          | Rose            | Graduée le 30 mars 2020                                                                            |
| Sakurako Wada   | 和田桜子        | 8 mars 2001       | 24 ans          | Vert            | Graduée le 30 mars 2020                                                                            |
| Rei Inoue       | 井上玲音        | 17 juillet 2001   | 23 ans          | Violet          | Ex-membre du Nice Girl Project; Graduée le 30 mars 2020; Rejoint les Juice=Juice le 1er avril 2021 |
| Ex-membres      |                 |                   |                 |                 | |
| Rio Fujii       | 藤井梨央        | 4 mars 1999       | 26 ans          | Jaune Moutarde  | Ex sub-leader ; Ex-Nice Girl Project ;Virée le 6 juillet 2017                                      |
| Rena Ogawa      | 小川麗奈        | 27 mars 2000      | 25 ans          | Rouge           | Graduée le 6 septembre 2017                                                                        |
| Natsumi Taguchi | 田口夏実        | 21 juillet 2000   | 24 ans          | Orange          | Partie le 6 décembre 2017                                                                          |

### Formations
- 2 janvier 2015 - 6 juillet 2017 : Rio Fujii, Ayaka Hirose, Minami Nomura, Rena Ogawa, Ayano Hamaura, Natsumi Taguchi, Sakurako Wada, Rei Inoue
- 7 juillet 2017 - 6 septembre 2017 : Hirose, Nomura, Ogawa, Hamaura, Taguchi, Wada, Inoue
- 7 septembre 2017 - 6 décembre 2017 : Hirose, Nomura, Hamaura, Taguchi, Wada, Inoue
- 7 décembre 2017 - 30 mars 2020 : Hirose, Nomura, Hamaura, Wada, Inoue

## Discographie

### Albums
1. 30 novembre 2016 : Kobushi Sono Ichi
2. 2 octobre 2019 : Kobushi Dai Ni Maku

### Singles
Single indépendant
1. 26 mars 2015 : Nen ni wa Nen / Survivor

Singles majors
1. 2 septembre 2015 : Dosukoi! Kenkyo ni Daitan / Ramen Daisuki Koizumi-san no Uta / Nen ni wa Nen (Nen'iri Ver.)
2. 17 février 2016 : Sakura Night Fever / Chotto Guchoku ni! Chototsu Mōshin / Osu! Kobushi Tamashii
3. 27 juillet 2016 : Samba! Kobushi Janeiro / Bacchikoi Seishun! / Ora wa Ninkimono
4. 14 juin 2017 : Shalala! Yareru Hazu sa / Eejanaika Ninjanai ka (dernier single avec Rio Fujii, Rena Ogawa et Natsumi Taguchi)
5. 28 mars 2018 : Kore kara da! / Ashita Tenki ni Naare
6. 8 août 2018 : Kitto Watashi wa / Naseba Naru
7. 24 avril 2019 : Oh No Ōnō / Haru Urara
8. 4 mars 2020 : Seishun no Hana / Start Line

### Bande originale
1. 22 mars 2017 : Butai "JK Ninja Girls" Original Soundtrack
2. 6 septembre 2017 : Eiga & Butai "JK Ninja Girls" Original Soundtrack